# Орден вође (Авганистан)
Орден вође је одликовање Краљевине Авганистан које је установио краљ Аманулах Кан 1923. као признање за посебно високе грађанске, војне или дипломатске заслуге. Орден се престао додјељивати 1973.

## Историјат
Орден је основан (вјероватно) 1923. године од стране краља Аманулаха Кана. Рана историја ордена је недовољно истражена. С обзиром да је титула "сардар" у афганској традицији коришћена и као насљедна или ненасљедна титула, и да су је чланови краљевске породице користили као атрибут испред личног имена, да у етимолошком погледу води порекло од термина са значењем "онај који носи главу", тек крајем 20-тих година успоставља се јасна диференцијација између носилаца посебног ордена и посједника титуле, мада први орденски прописи из 1923. године већ дају јасне назнаке система. Орден поседује два степена: Највиши степен (Sardar-e A`la) и Високи степен (Sardar-e`Ali). У хијерархији афганских ордена заузима 2. место. Додељивао се за посебно високе грађанске, војне или дипломатске заслуге, и то у прво време Највиши степен само странцима, а после 1960. и авганистанским држављанима. Последњи познати Статути донети су 6. септембра 1960. године. Од 1960. године афгански држављани уз Орден добијају и земљишни посед, као и једнократну новчану награду од 100.000, односно 75.000 афганија. После пада монархије 1973. године Орден се више не додељује.

## Опис ордена
Орденски знак ажуриран је и представља централни мотив амблема Авганистана (златна мошеја са михрабом и минбером испод куполе, са два минарета из којих на сваку страну лепрша по једна застава), све унутар рогова лежећег златног полумјесеца спојених у врху флоралним орнаментом). Орденски знак се носи о ленти од љубичастоцрвене свиле са бисерносивом пругом у центру преко десног рамена на десном боку. Орденска звијезда је седмокрака, зракаста, златна, са по једним златним полумјесецом између кракова звијезде, роговима у поље, док је у центру кружни медаљон од патинираног сребра са златним рељефним амблемом Краљевине, око чега је златни прстен са рељефним текстом на паштунском (у преводу: Највиши орден вође, и Најугледнији је пред Алахом онај који Га се највише боји; 49. сура Кур`ана, стих 13). Звијезда се носи на лијевој страни груди.

## Одликовани Срби
- Константин Поповић